# Lycoteuthis lorigera
Lycoteuthis lorigera is een soort in de taxonomische indeling van de inktvissen, een klasse dieren die tot de stam der weekdieren (Mollusca) behoort. De inktvis komt uit het geslacht Lycoteuthis en behoort tot de familie Lycoteuthidae. Lycoteuthis lorigera werd in 1875 beschreven door Steenstrup als Onychoteuthis lorigera.

## Kenmerken
Deze soort heeft 22 lichtgevende organen verspreid over zijn lichaam en rond de ogen.

## Leefwijze
De soort is in staat om van kleur te veranderen. Hij beweegt zich voort door water in zijn mantel te pompen en het er via de sifon weer krachtig uit te persen. De inktvis is een carnivoor en zijn voedsel bestaat voornamelijk uit vis, krabben, kreeften en weekdieren die ze met de zuignappen op hun grijparmen vangen.

## Verspreiding en leefgebied
Lycoteuthis lorigera komt enkel in zout water voor.